# Michele Sarfatti
Michele Sarfatti (Firenze, 6 gennaio 1952) è uno storico italiano di storia contemporanea, specializzato nella storia degli ebrei in Italia nel Novecento e nella storia, non memorialistica, della Shoah in Italia e in Europa.

## Biografia
Il padre Giacomino riparò in Inghilterra nel 1938, subito dopo l'emanazione delle leggi razziali fasciste che avevano comportato la destituzione del padre, generale di artiglieria del Regio Esercito; nel Regno Unito Giacomino iniziò a lavorare in agricoltura e poco dopo intraprese studi di agraria. Con lo scoppio della seconda guerra mondiale, fu tratto in arresto come "straniero nemico", ma poco dopo gli fu consentito di arruolarsi in un corpo di volontari inglesi e nel 1941 fu ammesso allo Special Operations Executive (SOE), per conto del quale rientrò in Italia clandestinamente, come agente segreto. Rimpatriò definitivamente al termine del conflitto e abbracciò la strada della docenza universitaria.
Michele Sarfatti ha prodotto numerosi lavori sulla persecuzione antisemita in Italia, suo campo di studi di elezione. Forse per primo ha raccolto le leggi antiebraiche italiane in un corpus organico (in 1938, le leggi contro gli ebrei). Considerato uno dei maggiori studiosi della materia, ha proposto che le leggi razziali fasciste del 1938 siano chiamate "leggi antiebraiche" o "leggi razziste" onde segnalare con maggior evidenza l'effettivo contenuto delle stesse.
Come esperto ha ricoperto diversi incarichi di studio e di ricerca. Dal 1982 è stato coordinatore delle attività del CDEC, Fondazione centro di documentazione ebraica contemporanea di Milano, divenendone poi direttore dal 2002 al 2016. Dal 2005 al 2015 è stato inoltre docente del Laboratorio "Storia della Shoah" presso l'Università degli Studi di Milano. Fa parte inoltre del Board of Directors della rivista on line "Quest. Issues in Contemporary Jewish Hystory" sulla quale ha pubblicato vari articoli.
Ha fatto parte della "Commissione beni ebraici" come membro specializzato nell'analisi delle leggi razziali del 1938; nel corso dei lavori Sarfatti condivise i suoi calcoli sul numero delle persone assoggettate alle disposizioni razziali, che stimò in 51.100 (di cui circa il 10% di religione cattolica o non professante alcuna religione).

## Una conferenza alla Columbia University in onore dello storico italiano
«Introdotto dal prof. David Kertzer della Brown University, le cui osservazioni hanno evidenziato quanto profondamente la ricerca di quarant'anni di Michele Sarfatti abbia influenzato la storiografia italiana e internazionale», il 19 novembre 2018 alla Columbia University di New York si è tenuta una conferenza in onore dello storico italiano, noto «per le sue rivoluzionarie ricerche sull'ebraismo italiano, sull'antisemitismo fascista e sulla Shoah in Italia». Organizzato dal Centro Primo Levi di New York e dal Columbia Seminar in Modern Italian Studies Sarfatti ha svolto il tema "Ebrei in Italia e persecuzione nazista e fascista. Temi per la ricerca futura", discutendo su aree di ricerca che, a suo avviso, «non sono state sufficientemente studiate» o non sono state mai studiate. Michele Sarfatti è stato invitato a tenere questa conferenza «in occasione della pubblicazione di un numero speciale del Journal of Modern Italian Studies, incentrato sull'ottantesimo anniversario dell'attuazione delle Leggi razziali in Italia. Il volume, curato e presentato da Annalisa Capristo e Ernest Ialongo, rende onore a Michele Sarfatti per il suo contributo allo studio dell'antisemitismo fascista italiano e mette in risalto il nuovo lavoro svolto dagli studiosi influenzati dall'opera di Sarfatti».

## Opere

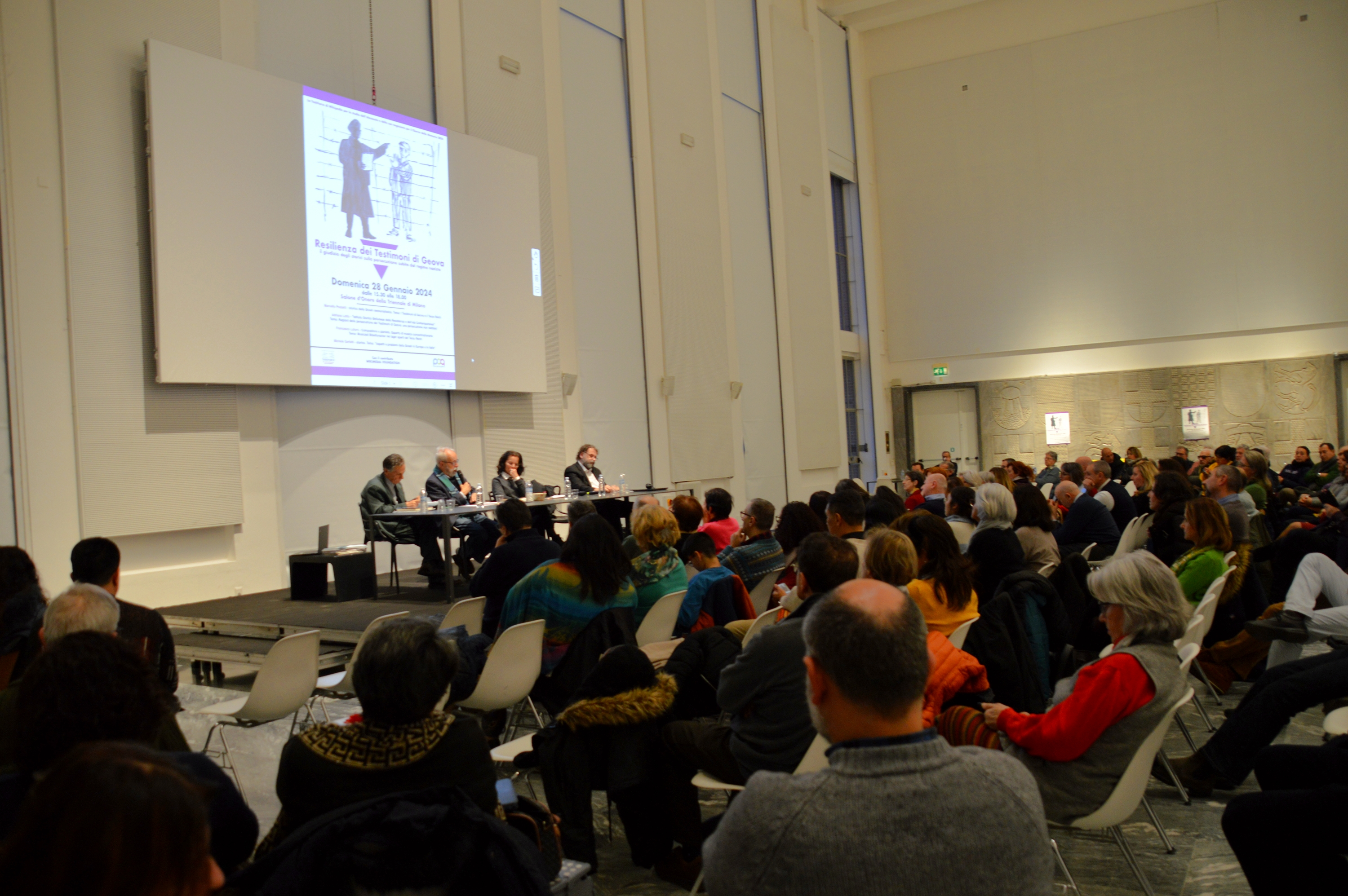
Giorno della Memoria 2024 - Triennale di Milano- Michele Sarfatti, secondo da sinistra, svolge il tema "Aspetti e problemi della Shoah in Europa e in Italia". Al tavolo dei relatori anche la storica Adriana Lotto e il compositore ed esperto di musica concentrazionaria Francesco Lotoro.

- I confini di una persecuzione - Il fascismo e gli ebrei fuori d’Italia (1938-1943), Roma, Viella editore, 2023, ISBN 979-12-5469-197-7.
- Il cielo sereno e l’ombra della Shoah - Otto stereotipi sulla persecuzione antiebraica nell’Italia fascista, Roma, Viella editore, 2020, ISBN 978-88-3313-457-4.
- Gaddo e gli altri svizzeri. Storie della Resistenza in Valle d'Aosta, Torino, Feletto, 1981.
- La nascita del moderno pacifismo democratico ed il Congrès international de la paix di Ginevra nel 1867, Milano, Comune di Milano, 1983.
- 1938, le leggi contro gli ebrei, in La rassegna mensile di Israel, v. LIV, n. 1–2 (gennaio–agosto 1988)
- Mussolini contro gli ebrei. Cronaca dell'elaborazione delle leggi del 1938, Torino, Zamorani editore, 1994, ISBN 88-7158-033-8. - Riedizione ampliata, Zamorani, 2017, ISBN 978-88-7158-218-4.
- Gli ebrei nell'Italia fascista. Vicende, identità, persecuzione, Collezione Biblioteca di cultura storica n. 226, Torino, Einaudi, 2000, ISBN 88-0615-016-2. - Edizione definitiva riveduta e ampliata, Collana Piccola Biblioteca n. 702, Einaudi, 2018, ISBN 978-88-062-3893-3.
  - (EN) The Jews in Mussolini's Italy. From Equality to Persecution, 2007, ISBN 978-0-299-21734-1.
  - (DE) Die Juden im faschistischen Italien. Geschichte, Identität, Verfolgung, Berlin, 2014, ISBN 978-3-11-034610-7.
- Le leggi antiebraiche spiegate agli italiani di oggi, Collana Einaudi Tascabili. Saggi n. 933, Torino, Einaudi, 2002, ISBN 978-88-0618-057-7.
- (EN)  The work and the findings of the ‘Commissione Anselmi’ on Italian Jewish Assets, 1998-2001, atti per il convegno Confronting History. The Historical Commission of Inquiry, Yad Vashem, Gerusalemme, 2002-2003
- (DE)  Grundzüge und Ziele der Judengesetzgebung im faschistischen Italien, in Quellen und Forschungen aus italienischen Archiven und Bibliotheken, 83 (2003), pp. 436–444
- La Shoah in Italia. La persecuzione degli ebrei sotto il fascismo, Torino, Einaudi, 2005, ISBN 978-88-5841-397-5.
- con Laura Brazzo, Gli ebrei in Albania sotto il fascismo. Una storia da ricostruire, Firenze, Giuntina, 2010, ISBN 978-88-8057-394-4.
- con Anna Sarfatti, Fulmine, un cane coraggioso. La Resistenza raccontata ai bambini, Milano, Mondadori, 2011, ISBN 978-88-0460-578-2.
- con Anna Sarfatti, L’albero della memoria. La Shoah raccontata ai bambini, Milano, Mondadori, 2013, ISBN 978-88-0470-780-6.

## Curatele
- Il ritorno alla vita: vicende e diritti degli ebrei in Italia dopo la seconda guerra mondiale, Firenze, Giuntina, 1998, ISBN 88-8057-076-5.
- Valeria Galimi, Alessandra Minerbi, Liliana Picciotto, Michele Sarfatti, Dalle leggi antiebraiche alla Shoah. Sette anni di storia italiana 1938–1945, Milano, Skira, 2004, ISBN 978-88-7624-090-4.
- La Repubblica sociale italiana a Desenzano: Giovanni Preziosi e l'Ispettorato generale per la razza, Firenze, Giuntina, 2008, ISBN 978-88-8057-301-2.